# Łuków
Pour les articles homonymes, voir Łuków (homonymie).
Łuków (prononciation [ˈwukuf]) est une ville de la voïvodie de Lublin, dans l'Est de la Pologne. 
Elle est une gmina urbaine et le siège administratif (chef-lieu) du powiat de Łuków, ainsi que de la gmina de Łuków, bien que ne faisant pas partie du territoire de la gmina. 
Sa population s'élevait à 30 723 habitants en 2013.

## Situation géographique
Łuków se trouve dans l’Est de la Pologne, à proximité des voïvodies de Mazovie et de Podlachie. Elle est située au sud de Siedlce, sur la rivière Krzna Południowa, à 110 kilomètres de Varsovie et à 100 kilomètres de Lublin.

## Histoire
La première mention historique de la ville date de 1233. Łuków est une place forte frontalière appartenant à la Petite-Pologne. Elle est fréquemment endommagée par les attaques des Prussiens, des Tatars, des Sudoviens et des Lituaniens. Ce n’est qu’après la conclusion de l’accord sur l’Union polono-lituanienne de 1385 que la région devient plus calme. En 1403, Łuków reçoit les droits de Magdebourg des mains de Ladislas II Jagellon. De nombreux Juifs s’établissent dans la ville.
C’est au XVIe siècle et au début du XVIIe siècle que la ville connaît son âge d’or grâce à ses marchés et à ses drapiers, mais aussi grâce à l’organisation de foires internationales. La guerre entre la Suède et la Pologne marque le déclin de la ville. Le développement économique va reprendre brièvement au XVIIIe siècle. Les Piaristes fondent une école en 1733 (elle sera fermée par les autorités russes au siècle suivant, en 1844).
Les partages de la Pologne amorcent un nouveau déclin de la ville, à partir de 1772. En 1795, la ville est annexée par l’Autriche. En 1809, elle rejoint le duché de Varsovie, entité créée par Napoléon Ier. En 1815, elle se retrouve dans le royaume du Congrès, royaume sous tutelle russe après la disparition de l’Empire français. La construction de lignes de chemin de fer (Varsovie-Brześć ; Łuków-Lublin ; Łuków-Dęblin) relance l’économie à la fin du XIXe siècle. La ville participe à toutes les insurrections contre l’Empire russe et à toutes les manifestations patriotiques pour l’indépendance. La ville est occupée par l’armée de l’Empire allemand à partir de 1915 au début de la Première Guerre mondiale. Elle devient polonaise à part entière au moment de la restauration de la nation polonaise à la fin de la guerre en 1918.
Pendant la Seconde Guerre mondiale, l'Allemagne nazie occupe la ville en septembre 1939. En 1941, est créé un camp de travaux forcés. Jusqu’en novembre 1942, dix mille Juifs, dont deux mille de Slovaquie, sont enfermés dans le ghetto. La plupart sont ensuite acheminés vers le centre d’extermination de Treblinka, installé au nord de la ville près de Varsovie. La résistance est très active dans la ville.
En janvier 1945, quand l’Armée rouge libère la ville, 80 pour cent des bâtiments de la ville sont détruits. Il ne reste plus que 7 900 habitants alors que la ville en comptait 12 785 avant la guerre. La ville est reconstruite. Une grande entreprise de fabrication de chaussures (Łukbut) ouvre ses portes, ainsi que des industries agroalimentaires. La tradition des marchés se maintient. Par la suite, une cristallerie et le textile se développent.

## Administration
De 1975 à 1998, la ville est rattachée administrativement à l'ancienne voïvodie de Siedlce.
Depuis 1999, elle fait partie de la nouvelle voïvodie de Lublin.

## Démographie
Données du 31 décembre 2008:
| Description        | Total  | Total | Femmes | Femmes | Hommes | Hommes |
| ------------------ | ------ | ----- | ------ | ------ | ------ | ------ |
| Unité              | Nombre | %     | Nombre | %      | Nombre | %      |
| Population         | 30 435 | 100   | 14 674 | 48,21  | 15 761 | 51,79  |
| Densité (hab./km²) | 851,3  | 851,3 | 410,5  | 410,5  | 440,9  | 440,9  |

## Tourisme
- Monuments :
  - l’ensemble baroque formé par le monastère et l’église des Bernardins (construit de 1760 à 1770) ;
  - l’ensemble baroque formé par le monastère et l’église des Piaristes (construit de 1733 à 1762).
- Le Musée régional.

## Personnalités liées à la commune
- Pierre-Louis-Napoléon Chernoviz (1812-1881), docteur en médecine.
- Cezary Miszta (2001-), footballeur polonais né à Łuków.

## Jumelages
- Tõrva (Estonie), voir Tõrva (ekk)
- Lazdijai (Lituanie), voir Lazdijai (lt)
- Voisins-le-Bretonneux (France)
- Baranówka (Ukraine)